# 手児奈霊神堂

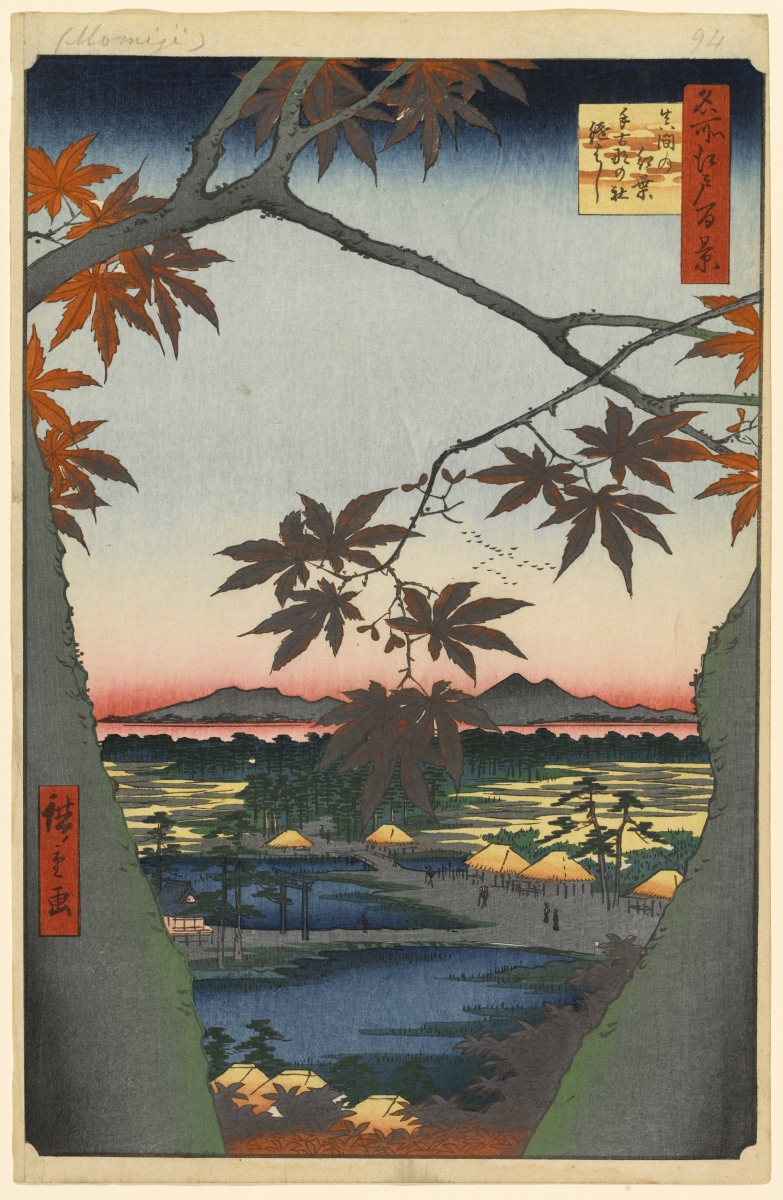
広重「名所江戸百景」より「真間の紅葉手古那の社つぎ橋」

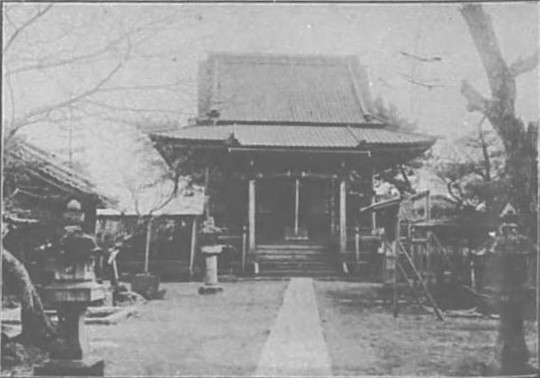
1912（明治45）年頃の手児奈霊神堂

手児奈霊神堂（てこなれいじんどう）は、千葉県市川市真間に所在する、伝説上の女性手児奈を祀る霊堂である。手児奈霊堂とも称される。

## 縁起
太古の昔、真間の井（亀井院）に水を汲みに行く一人の女性がいた。名前は手児奈。身なりはそまつだったが、とても美しいと評された。多くの男性から結婚を求められたが、「私の心はいくつでも分けることはできます。でも、私の体は一つしかありません。もし、私が誰かのお嫁さんになれば、ほかの人を不幸にしてしまいます。」となやみ、海に行く（当時は真間山の下は海だった）。そのころ、日没になろうとしていた。「そうだ、あの太陽のように。」と思って海に身投げしてしまった。これを悲しんだ人たちは、手児奈霊神堂を建てて祀った。

## 所在地
- 千葉県市川市真間4-5-21

## 和歌
- 古に　在りけむ人の　しつはたの　帯解き交へて　伏屋立て　妻問しけむ　葛飾の　真間の手兒名が　奥津城を　こことは聞けど　真木の葉や　茂くあるらむ　松が根や　遠く久しき　言のみも　名のみも吾は　忘らえなくに　（万葉集 巻の四・431）　山部赤人
- 葛飾の　真間の井見れば　立ち平し　水汲ましけむ　 手児奈し思ほふ（万葉集 巻の九・1808）高橋虫麻呂
  - {訳}葛飾の真間の井を見れば、水を汲む手児奈を思い出す。